# Frickingen
Frickingen é um município da Alemanha, no distrito do Lago de Constança, na região administrativa de Tubinga, estado de Baden-Württemberg.

### Visão geral e localização
Frickingen é um município no distrito de Bodenseekreis, no estado de Baden-Württemberg, Alemanha, situado no vale de Salem (Oberes Salemer Tal), parte da região de Linzgau. A apenas cerca de 4 km de Salem e 10 km de Überlingen, Frickingen é reconhecida como um local de descanso oficialmente reconhecido (Erholungsort). frickingen.debodenseekreis.de

### Dados Demográficos e Administrativos
- Elevação: 473 metros acima do nível do mar frickingen.de
- Área: Aproximadamente 26,46 km² frickingen.de
- População: Cerca de 3.107 habitantes em 2021 frickingen.deUgeo
- Densidade populacional: Cerca de 117–118 hab./km² frickingen.deUgeo
- Particularidades administrativas: A municipalidade é composta pela vila de Frickingen e pelos distritos de Altheim e Leustetten frickingen.de+1

### Governança e Infraestrutura
- Prefeito: Jürgen Stukle, no cargo desde 2014 frickingen.debodenseekreis.de
- O conselho municipal tem 12 membros, e a administração faz parte de um consórcio com Salem e Heiligenberg para planejamento territorial. frickingen.de
- Para tratamento de esgoto, Frickingen coopera com as comunas vizinhas, como Heiligenberg, Überlingen e Owingen. frickingen.de

### História e Patrimônio
- A formação da comunidade atual ocorreu em 1973, unindo as antigas comunas de Frickingen, Altheim e Leustetten LEO-BWfrickingen.de
- Frickingen foi mencionada pela primeira vez em 1094, em uma doação do Mosteiro de Allerheiligen, envolvendo o Conde Burchard de Frickingen frickingen.deWikipedia
- Altheim aparece já em 1142, com vínculos ao Damenstift Lindau, e posteriormente pertenceu à Reichsstadt Überlingen frickingen.de
- Leustetten foi mencionada na fundação do Mosteiro de Salem e anexada a Frickingen após a Reforma de 1973 frickingen.deWikipedia

### Cultura, Museus e Patrimônio
Frickingen orgulha-se de seus três museus peculiares:
- Bodensee-Obstmuseum (Frickingen): localizado atrás da prefeitura, documenta a história do cultivo de frutas na região Wikipediabodenseekreis.de
- Tüftler-Werkstatt-Museum (Altheim): antiga oficina mecânica (1896–2002) que utiliza turbinas d'água e exibe máquinas e motores históricos Wikipediabodenseekreis.de
- Gerbermuseum na Lohmühle (Leustetten): moinho-gerador de couro com roda d’água e máquinas autênticas preservadas Wikipediabodenseekreis.de

Outros destaques arquitetônicos e culturais:
- Capela Weingarten (século XVI) com frescos do período maneirista frickingen.deWikipedia
- Igreja de São Martinho (século XV) no centro da vila Wikipedia
- Igreja de São Pâncracio em Altheim e a moderna prefeitura com arquitetura emblemática WikipediaFrick

### Paisagens e Lazer
- Obstlehrpfad (Trilha Educativa do Pomar): 4 km com informações sobre pomares e cultivo de maçãs Wikipedia
- Apfelrundweg (Caminho Circular da Maçã): trilha de 12 km com 19 estações educativas e vistas panorâmicas, ideal para caminhadas na época da florada ou colheita Bodensee.debodenseekreis.de
- Naturerlebnisbad (Leustetten): piscina natural sem cloro, com trampolim e área infantil bodenseekreis.deBodensee.de

### Sustentabilidade e Turismo
- Frickingen foi premiada com o European Energy Award, sendo destaque regional em energia solar e construção ecológica Bodensee.debodenseekreis.de
- Construções como a prefeitura, o centro esportivo Graf-Burchard-Halle e o quartel dos bombeiros receberam prêmios de arquitetura em madeira, além de utilizarem energia renovável (serragem e fotovoltaica) bodenseekreis.de
- O turismo está em ascensão: eventos como o Herbstmarkt (Mercado de Outono), o Adventszauber (Feira de Natal), e a decoração temática dos fontes na Páscoa atraem visitantes Wikipedia
- As festividades carnavalescas (Fasnet) são marcadas por associações tradicionais como “Dreckspringer” e outras Wikipedia

### Economia e Mobilidade
- A economia local ainda é fortemente agrícola, com especial destaque para o cultivo de frutas e presença de 63 pequenos destiladores (2011) DeWikiWikipedia
- Um grande empregador local é a HSM GmbH + Co. KG, fabricante de prensas de fardos e trituradores de documentos, com atuação de destaque no país DeWikiWikipedia
- Antiga estação ferroviária (1905–1953) da Salemertal-Bahn ainda é lembrada na arquitetura local DeWikiWikipedia
- O transporte público é garantido por linhas de ônibus conectando Frickingen com Überlingen, Salem e outros municípios vizinhos DeWikiWikipedia

### Conclusão
Frickingen é uma comuna encantadora que combina natureza, história e modernidade com um toque sustentável. De trilhas de pomar a museus únicos, de patrimônios medievais à arquitetura ecológica contemporânea — oferece um equilíbrio invejável entre tranquilidade rural e vida comunitária vibrante.

Se quiser que eu aprofunde algum tema — como, por exemplo, dados demográficos mais detalhados, eventos culturais ou imagens específicas — é só dizer!